# Anastasia Sletova-Chernova
Anastasia Sletova-Chernova, född 1873, död 1938, var en rysk politiker. Hon blev 1917 en av de första tio kvinnorna i det ryska parlamentet. 